# Delta Persei
Delta Persei (δ Persei, förkortat Delta Per, δ Per) som är stjärnans Bayerbeteckning, är en jättestjärna belägen i den mellersta delen av stjärnbilden Perseus. Den har en skenbar magnitud på 3,01 och klart synlig för blotta ögat. Baserat på parallaxmätning inom Hipparcosuppdraget på ca 6,3 mas, beräknas den befinna sig på ett avstånd av ca 520 ljusår (160 parsek) från solen.

## Nomenklatur
Delta Persei har, tillsammans med α Per, γ Per, ψ Per, σ Per, och η Per, kallats Perseussegmentet.

## Egenskaper
Delta Persei är en blå jättestjärna av spektralklass B5 III, vilket tyder på att den har utvecklats bort från huvudserien efter att ha förbrukat vätet i dess kärna. Den har en massa som är omkring 7 gånger större än solens massa, en radie som är ca 10 gånger större än solens samt en effektiv temperatur på ca 14 900 K.
Delta Persei är förmodligen en dubbelstjärna och kan vara en trippelstjärna. Den har en optisk följeslagare med en skenbar magnitud på +6,17 med en vinkelseparation av 0,330 bågsekunder och en positionsvinkel på 221°, men det är osäkert om detta är en optisk dubbelstjärna eller en gravitationsbunden följeslagare.  Stjärnan har också kategoriserats som ett spektroskopiskt dubbelstjärna, vilket antyder att den har en omkretsande följeslagare som inte har upplösts separat med ett teleskop. Slutligen kan denna stjärna ingå i den öppna stjärnhopen Melotte 20, vilket skulle göra den till den näst ljusaste medlemmen efter Mirfak.